# Sheniqua Ferguson
Sheniqua Ferguson (Nasáu, Bahamas, 24 de noviembre de 1989) es una atleta bahameña, especialista en la prueba de relevos 4 x 100 m, con la que ha llegado a ser subcampeona mundial en 2009.

## Carrera deportiva
En el Mundial de Berlín 2009 gana la medalla de plata en los relevos 4 x 100 m, con un tiempo de 42,29 segundos, tras las jamaicanas y por delante de las alemanas, siendo sus compañeras de equipo: Chandra Sturrup, Christine Amertil y Debbie Ferguson-McKenzie.